# 性器ピアス
性器ピアス（せいきピアス）とは性器の一部分に穴を貫通させて入れるピアスである。ボディピアスの一形態であり、身体改造の一形態であるとも考えられている。性器に穴を開けた後、そこに異物を挟み傷を癒すことで皮膚のトンネルを作り、出来た穴に装身具を装着する。イギリスや、アメリカのジョージア州では女性器へのピアスが法律で禁止されている。
ピアス穴は、通常完治するまでに4か月から6か月かかり、時には1年以上かかる場合もある。

## 男性器へのピアス

### アパドラビア・ピアッシング、アンパラング・ピアッシング

#### 概要
アパドラビア・ピアッシングは亀頭を上から下まで縦に垂直に貫通させる男性器ピアスである。これに対応する形で、亀頭を左右に水平に貫通させる男性器ピアスをアンパラング・ピアッシングという。アパドラビア・ピアッシング、アンパラング・ピアッシングともにたいていは尿道を通過するよう中央に置かれる。故意に中央からずらすこともあるが、その時も尿道は通過するように貫通させる。このピアスは、インドで4世紀から5世紀頃に成立したと言われているインド最古の「性典」であるカーマ・スートラでも言及されている。

#### 実施
アパドラビア・ピアッシングのピアス穴は通常1回で開けられるが、時にはプリンス・アルバート・ピアッシング（後述）の穴を開け、傷が癒えた後でアパドラビア・ピアッシングの穴を開けるという2段階で開けられることもある。アパドラビア、アンパラングともに、通常真っ直ぐなバーベル (en) をピアスに使う。バーベルは勃起による膨張に対応するために十分な長さが必要である。最初のバーベルの直径は通常2.0ミリメートルか2.4ミリメートルであるが、傷が癒えた後は徐々に穴を広げることができ、直径10ミリメートルを越えるサイズまで達することが出来る。アパドラビア・ピアッシングでは尿道が十分に大きければ、バーベルの片側の先端のボールを尿道の中に入れることで亀頭を貫通しない形にも出来るが、大部分の男性の尿道は小さすぎてそのオプションを選択できない。
アパドラビア・ピアッシングおよびアンパラング・ピアッシングは陰茎で最も敏感な部分を通過するため、男性にとって最も辛いピアスの一つである。しかしながら、一度傷が癒えればバーベルが陰茎の内部組織を刺激するため、通常非常に快感である。性交時にはピアスの先端がGスポットに接触するように位置するため、女性のパートナーの性的快感を増幅させると考えられている。
アパドラビア・ピアッシングのバリエーションとして、シャフト・アパドラビアと呼ばれる穴あけ機を使わずにシャフトを貫通させるピアッシングがある。シャフト・アパドラビアに対応する形でシャフト・アンパラングも存在する。尿道割礼もしくは尿道口切開を行っていれば、ハーフ・アパドラビアと呼ばれる。また、アパドラビア・ピアッシングとアンパラング・ピアッシングと組み合わせたものはマジック・クロス・ピアッシングと呼ばれる。

#### 健康問題
このピアスに関する主要な健康問題は、ピアス穴を開けた際の治癒プロセスにある。ピアス穴を開けるプロセスの間と、初期治癒の間の両方においてかなりの量の失血がある。また、6週間から6か月という長い治癒プロセスの間は性交を控える必要がある。ピアスのサイズは勃起した陰茎のサイズを元に選ばれるが、実際にピアスを付けるのは萎えた状態である。オーラルセックスの間に歯や軟口蓋を傷つけたりダメージを与える事がある。ピアスが尿道を通過している場合は尿の流れを変えるため、排尿時に座るかその他の処置を取る必要がある。ピアスを入れることで傷跡が残り、ピアスを外して回復したとしても傷は残る。

#### 歴史
この亀頭を貫くピアスは、フィリピンの部族のヨーロッパ人との接触に先行しており。ボルネオ島のダヤク族が行っていた。トマス・キャヴェンディッシュ (en) は、フィリピンでのこのピアスの実行は、男性同士の同性愛を防ぐための女性の発明であったと主張している。このピアスをするとアナルセックスがやりにくくなることが知られている。ゲイのBDSMのコミュニティーの間の習慣となっていたものが、1980年代から1990年代にかけての「body piercing industry」の設立によって他の性器ピアスとともに大衆化された。

### プリンス・アルバート・ピアッシング

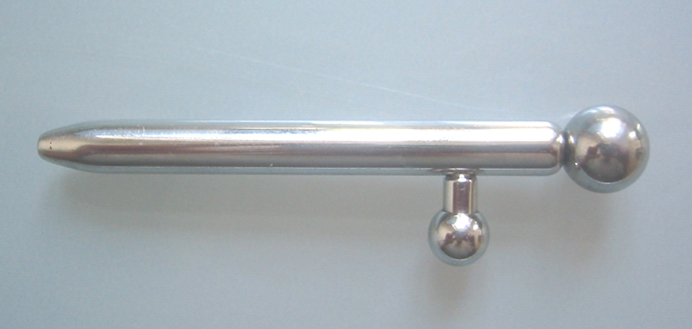
プリンス・ワンド

#### 概要
プリンス・アルバート・ピアッシング (PA)は、陰茎小帯の外側から尿道口へと貫通させる男性器ピアスである。これとは逆向きに、亀頭の上部から尿道口へと貫通させるピアスをリバース・プリンス・アルバート・ピアッシングという。中には陰茎小帯の中心を沿って走る神経束を避けるようにピアス穴を開ける方法もあるが、他はそうしない。割礼によって陰茎小帯が除去されていれば中心にピアス穴を開けることもあるが、そうでなければ、周囲の皮膚が動的に移動する必要があるのでサイドに開けられる。PAは、ピアス穴を開けた後1から2カ月と非常に早く回復する。新しく入れたPAは最初の2から5日の間は軽く出血する事もある。

#### 実施
PAには8か10ゲージ（バーの直径3.264ミリメートル、2.588ミリメートル）のピアスが使われ、しばし6ゲージ（4.115ミリメートル）や4ゲージ（5.189ミリメートル）まで引き上げられる。「チーズカッター効果」を防ぐことは、初期の段階で16ゲージから12ゲージの小径のピアスを使わない理由の一つでもある。また、少なくとも8ゲージや6ゲージまで手順を早く進めるのも一つの方法である。しかしこれらは個人の選択と体による。10ミリメートルを上回る太さまで拡張することも可能である。十分に重たいバーベルまたはリングを常に装着していれば、ピアス穴は自動的に拡張される。これは、ピアス穴を拡張していく過程が、他のピアスと違ってあまり痛みを伴わないことを意味している。PAの装着者が最も感じる事は身に付ける事による快感であり、性交中でさえも滅多に取り外さない。一部の人は、非常に大きく重たい装身具は付けていても快感が得られず、陰茎の性的な機能に干渉することもある。PAに用いられる装身具は、サーキュラー・バーベル、カーブド・バーベル、キャプティブビーズリング (en)、セグメントリング、プリンス・ワンド (en) がある。PAにつかわれるカーブド・リングは、通常長さが7/8インチ（2.22センチメートル）であり、片側のボールが陰茎の下部に配置し、もう一方のボールが尿道口に位置するように装着される。このようなリングは、より大きなリングが日常で衣服の中を動き回る不快感を防ぐことができる。

#### 歴史
PAはしばらくの間ヨーロッパ中で実施されるようになったが、その起源は諸説あり本当の起源は分かっていない。多くの考えでは、性的もしくは文化的な意味合いよりもむしろ、いくつかの方法で陰茎を保護するために用いられたと示唆される。現代では、1970年代初めにジム・ワード (en)によって大衆化された。ウェスト・ハリウッドにあるロサンゼルスのゲイ・タウンでワードはダグ・マーロイ（リチャード・サイモントン） (en)およびファキール・ムサファー (en)と出会い、彼らは共にPAの開発を進めた。恐らくは運命的に、マーロイは小冊子を出版し、そのなかで特に空想的な男性器ピアスの歴史を作り上げてしまった。これらの作られた物語は、アルバート皇子がぴっちりしたズボンの中で彼の大きな陰茎の姿を抑えるためにこのピアスを発明したという概念を含め、都市伝説として広く出回ったが、その真偽は歴史的にマーロイの主張と別個に証明されてはいない。

### ダイドー・ピアッシング

#### 概要
ダイドー・ピアッシングは、陰茎の先端を亀頭のカリの部分を貫通させる男性器ピアスである。一般には亀頭の隆起の中央に置かれるが、2つの場合は左右対称に置かれる。いくつものダイドー・ピアスを亀頭に入れたものは「王冠」と呼ばれる。通常は14ゲージ (1.628ミリメートル)のカーブド・バーベルが使われ、リングの使用は拒否反応が出やすい。より長いバーベルで陰茎の先端とつなげたものはディープ・ダイドーもしくは「ゼファー」と呼ばれる。ダイドーという言葉は、ダイドー・ピアッシングが見た目に魅力的であることから、装飾的な装飾を意味する「doodad 」という言葉に由来していると考えられている。

#### 実施
通常は、真っ直ぐなピアス針をフリーハンドでコルクで押しつけてピアス穴を開ける。傷が癒えるには2から6か月かかり、最初の2週間の間は禁欲を推奨される。ピアスの部分は、抗菌性の石鹸で毎日綺麗にしなければならず、完治するまでの間はコンドームを付けることが推奨される。ピアスを変えることもできるが、長く外に出すものは推奨されず、また交換にも痛みを伴う。ピアスを外すと、穴は早く閉じる傾向にあるが、傷跡は残る。亀頭は非常に血管の集まったエリアであるため、非常に早いものは数時間で治癒する。完全に回復する前にその穴を再度あける際には、プロのピアッサーはテーパーを用いる。ダイドー・ピアスは亀頭中を貫通するため、ボディピアスの中で最も痛いものの一つであると考えられている。出血することは普通で、よくあり得る。針とピアスに対応するために亀頭の隆起が十分なサイズである必要があり個人差が大きいので、ピアス穴はプロのピアッサーによる必要がある。普通は割礼された男性に行われ、包皮があると湿気が籠るために傷の治癒が遅くなる。
ダイドー・ピアッシングは、割礼のために失われた性的な感覚を強化するために作られたと推測されている。この理由は、ピアスの圧力が亀頭に加わることと関係しており、性的な局面で射精を早める可能性がある。女性パートナーにとっては、ダイドー・ピアッシングは大きな興奮となる。中央に置かれたダイドー・ピアッシングはアパドラビア・ピアッシングのようにGスポットを刺激するのに非常によく働く。

### フレナム・ピアッシング、フレナム・ラダー、ローラム・ピアッシング、ハファダ・ピアッシング、ギーシュ・ピアッシング

#### 概要
フレナム・ピアッシングは、陰茎の裏側に入れる男性器ピアスである。連続して平行にいくつも入れられたフレナム・ピアッシングはフレナム・ラダーと呼ばれる。フレナム・ラダーは陰茎と陰嚢の境目に入れるローラム・ピアッシングや陰嚢に入れるハファダ・ピアッシング、会陰部に入れるギーシュ・ピアッシングを含めてさらに長く延長されることもある。会陰部は男女ともに存在するが、ギーシュ・ピアッシングは主に男性に行われ、女性器の場合は主に陰唇小帯へのフォルシェ・ピアッシングが行われる。

#### 実施
フレナム・ピアッシングは、たいてい陰茎の軸に対して垂直に入れられる。陰茎と亀頭をつなぐ陰茎小帯を通すことが多いが、そこより下部のどこにでも入れられる。より一般的でない形としては、陰茎の上部または側面に入れられる形もある。

#### 健康問題
フレナム・ピアッシングは、ピアス穴を開けた後の傷が癒えるまでに通常2から5週間を要する。陰茎の血管による早い治癒性とこの部分の皮膚のたるんだ性質両方によってフレナム・ピアッシングは滅多に拒絶反応を示さない。傷が癒えた後、穴を拡張するには少なくとも2週間待たなければならない。ピアスを除去した後はピアス穴はすぐに閉まり始めるのが一般的であり、1時間以内に閉まり始めることもある。そのため、パートナーが嫌がるなどして一時的に除去する場合には小型のピアスを入れ、また後で元のサイズのピアスに戻す。この穴の閉じやすい傾向は、時間と共に減少する。ギーシュ・ピアッシングもフレナム・ピアッシングと同様に回復が早いが、場所が肛門に近いため衛生状態の保持が重要となる。ギーシュ・ピアッシングは座った際に刺激を引き起こしストレスを与えるため、ピアスの位置を移動させたり外すことになりやすい。

#### 歴史
フレナム・ピアッシングに対するもっとも古い文学的な言及は、1884年に出版されたZeitschrift für Ethnologie第16巻の217から225ページに書かれているDie künstlichen Verunstaltungen des Körpers bei den Batta.という記事において「インドネシアのティモール人の間で、陰茎の亀頭の下部の陰茎小帯は真鍮のリングで貫かれていた……リングの機能は性交中の刺激を強くすることである。」と述べられている。このような間接的な言い伝えは歴史を通して使われた様々な貞操装置による多くの他の男性器ピアスとともにフレナム・ピアッシングと結び付けられたが、この主張を裏付けるデータは何もない。現代においては、1970年代から1980年代にかけて一般社会へ再紹介されるまでの間、フレナム・ピアッシングはゲイのBDSMメンバーのサブカルチャーだった。彼らは、性的快感を与えないための貞操装置として使っていた。ギーシュ・ピアッシングは、リチャード・サイモントンが発行したBody & Genital Piercing in Briefと題されたパンフレットにおいて、南太平洋（とりわけタヒチ）から始まったと言及されている。

### ピュビック・ピアッシング

#### 概要
ピュビック・ピアッシングは、陰茎の根元部に入れる男性器ピアスである。女性器の上部に入れるクリスティナ・ピアッシングと類似しているが、ピュビック・ピアッシングは水平に、クリスティナ・ピアッシングは垂直に入れられる。ピュビック・ピアッシングはサーフェイス・ピアッシング (en)の一種であり、従来の耳へのピアスや鼻ピアス、舌ピアスと比較して拒絶反応の出る確率が高い。一般にサーフェイス・ピアッシングは拒否反応の出やすいピアスである。性交の際にはこのピアスが直接女性パートナーの陰核を刺激する事によって性的快感を増幅させる。

#### 健康問題
通常、ピュビック・ピアッシングには、オーダーメイドのサーフェイス・バーが用いられる。オーダーメイドの物を用いることで、傷の治癒に良い影響を与える事ができる。ピアス穴を開けた際の傷は通常3から4カ月で回復するが、他の通常のピアスと同様にピアス穴の深さと活動状態のレベルによって異なってくる。健康的な食事を取って安静にしていれば2カ月半から3カ月での回復も期待できる。

## 女性器へのピアス

### クリトリスフード・ピアッシング、クリトリス・ピアッシング、トライアングル・ピアッシング

#### 概要
クリトリスフード・ピアッシングは、陰核の包皮を貫通させる女性器ピアスである。フード・ピアッシングには2つの主要なタイプがあり、クリトリスの包皮を縦に貫通させるものをバーティカル・クリトリスフード (VCH)といい、横に貫通させるものをホリゾンタル・クリトリスフード (HCH)という。これらのピアスは、名前が示す通り陰核自体は貫通させず、陰核を貫通させるものはクリトリス・ピアッシングと呼ばれる。大部分の性器ピアスのように、血管の集中する部位であるため治癒期間は短い。しかしながら、治癒期間中は傷による性感染症の危険性が増す。しばしクリトリスフード・ピアッシングとクリトリス・ピアッシングは混同されるが別物である。また、陰核包皮の左右とクリトリスの根本の3点を貫通させる女性器ピアスはトライアングル・ピアッシングと呼ばれる。

#### 実施
VCHは通常、ピアスが陰核に直接触れるように入れられるため、しばし感覚を増幅させる。しかし、陰核の形状には個人差があるため、すべての女性において上手くピアスを入れられるとは限らない。そのため、このVCHに興味を持つ人々に対しては、一般にピアスの穴と配置の問題によって忠告される。クリトリス・ピアッシングは、比較的まれなピアスであり、それはピアスを入れるためには十分な大きさの陰核を有している必要があるためである。クリトリス・ピアッシングは、陰核の形状の個人差によって垂直もしくは水平に位置するように入れられ、男性における亀頭に入れるピアスのように強い性的刺激が得られる。また、トライアングル・ピアッシングは陰核の根元に入れられるため、裏側から陰核を刺激して性的刺激を増幅させるが、他の陰核もしくは陰核包皮に入れるピアス同様、ピアスを入れるのに適切な形状でなければ入れることが出来ない。
クリトリスフード・ピアッシングでは、ボディピアスに使われる様々な種類のピアスが用いられる。VCHではバーベル、J-バーベルまたは他のスタイルのバーベルを用いるのが一般的であり、HCHおよびトライアングル・ピアッシングではキャプティブビーズリングが一般的である。へそピアスがそうであるように、クリトリスフード・ピアッシングに使われるバーベルのビーズ部分が装飾的であることはまれではない。

#### 歴史
ボディピアスは比較的一般的なものとなったが、クリトリス・ピアッシングはまだ非常に珍しい。1989年にジム・ワードとアンドレア・ジュノーがModern Primitives(en)において対談した際、「私はピアッサーの仕事を10年間していたが、その間に行ったクリトリス・ピアッシングは半ダースに過ぎなかった」とジム・ワードは述べている。

### ラビア・ピアッシング

#### 概要
ラビア・ピアッシングとは、陰唇に入れる女性器ピアスである。大陰唇に入れるものをアウター・ラビア・ピアッシング、小陰唇に入れるものをインナー・ラビア・ピアッシングという。これらのピアスは、女性器ピアスにおいて基本的なものの内の一つであり、しばしば左右一組で入れられる。全ての性器ピアスと同様に、性交の際にピアスの配置によって片方もしくは両方において更なる性的な刺激を与えるかもしれない。
ピアス穴を開けた際の傷の回復はアウター・ラビア・ピアッシングの方がインナー・ラビア・ピアッシングよりも遅い。多くの神経が集まっている場所であるため、ピアス穴を開ける際には激痛を伴う傾向がある。インナー・ラビア・ピアッシングをすることで、小陰唇の組織の比較的高い弾力性のために小陰唇がのびることがあるが、アウター・ラビア・ピアッシングではそのようなことはない。

#### 歴史
現代におけるラビア・ピアッシングの習慣には、貞操装置としてのこれらのピアス使用の間接的な報告や直接的な証拠がほとんどない。多くの性器ピアスと同様に、現代のラビア・ピアッシングの起源は、現代社会においてボディピアスの復活を引き起こしたBDSM文化に帰すると考えられている。現代のラビア・ピアッシングにおいては、性的な目的よりもむしろ装飾的な意味合いが強い。このラビア・ピアッシングは、フランスの性愛文学であるO嬢の物語において重要な役割を演じる。ヒロインであるO嬢は陰唇に穴を開けられ、ステンレス鋼製のリングを挿入される。もう一つのリングは鎖で繋がれ、彼女の主人であるステファン卿の名前を含めた、識別情報の記された金属ディスクに繋がれた。

### クリスティナ・ピアッシング

#### 概要
クリスティナ・ピアッシングは、陰裂上部の恥丘部分に行う性器ピアスである。ピアスの世界ではよくある事であるように、初めてこのピアスを入れた女性の名前であるクリスティナから名付けられた。また、恥丘をヴィーナスの丘と呼ぶことから、ヴィーナス・ピアッシングとも呼ばれる。クリトリス・ピアッシングなどと同様、ピアスを入れる部分の形状に個人差があるため、人によっては入れることが出来ない場合もある。クリスティナ・ピアッシングはサーフェイス・ピアッシングであると考えられており、ピアスを入れるのに適した形状の者でなければ、拒絶反応が出やすい。クリスティナ・ピアッシングは性的刺激を増幅させるわけではなく、ピッタリとしたパンツをはいた時などのように圧力が加わると不快感を覚えることがある。

#### 健康問題
ピアス穴を開けた際の傷は通常、ピュビック・ピアッシングと同様に3から4カ月で回復する。クリスティナ・ピアッシングはサーフェイス・ピアッシングの一形態であるため、治癒過程で感染症が導かれる恐れがある。更なる問題として、比較的長いピアス穴や運動・摩擦によっても感染症が発現する。これらの感染症の問題に加えて、クリスティナ・ピアッシングを断念する傾向がある。傷が完全に癒えればすぐに、恥丘や会陰部の毛を剃るためにピアスを外さなければならない。
クリスティナ・ピアッシングには、通常オーダーメイドされたサーキュラー・リングもしくはサーフェイス・バーが用いられる。オーダーメイドであることによって拒否反応を減らすことが出来る。ピアスを入れる人の形状が許すならば、最初のピアスとしてや、傷が癒えた後に入れるピアスとしてキャプティブ・ビーズ・リングを用いることもできる。ピアスを入れた傷が癒えるまでの間もお互いに注意すれば性交を回避する必要はない。

#### 歴史
大部分のサーフェイス・ピアッシングがそうであるように、クリスティナ・ピアッシングの起源は現代である。最初のクリスティナ・ピアッシングとしては、1990年代にステンレス・スタジオでトム・ブラズダが行ったものが知られている。

### プリンセス・アルバーティナ・ピアッシング

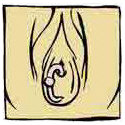
プリンセス・アルバーティナ・ピアッシング

#### 概要
プリンセス・アルバーティナ・ピアッシングは、膣の入口から膣の上部を通して尿道口に出る性器ピアスである。このピアスを入れるには実行可能なだけの十分に大きな尿道が必要となることもあり、比較的珍しいピアスである。名称はピアスの部位がプリンス・アルバート・ピアッシングと類似していることから付けられた。

#### 健康問題
プリンセス・アルバーティナ・ピアッシングの重要な問題は、またこのピアスを入れることによって尿路感染症のリスクが増加する点にある。男性の場合は、陰茎の長さの分尿路も長くなるため尿路感染症のリスクが軽減されるが、女性にはそれがない。その上、しばし尿道を大きくするのに行われる尿道拡張や尿道プレイが不適切に行われたなら、危険となり得る。このピアスの存在は、尿の流れを変えるため、排尿中および後に余分な注意を必要とすることがある。

### フォルシェ・ピアッシング

#### 概要
フォルシェ・ピアッシングは、肛門側の会陰部（肛門三角）にある陰唇小帯に入れられる女性器ピアスである。多くの女性は、陰唇小帯の皮膚をつまんで引っ張れるような柔軟さがないためフォルシェ・ピアッシングを入れるのに適さないが、適した形状であればピアスを入れるのは比較的容易な傾向がある。フォルシェ・ピアッシングは、ピアスを入れる位置の面で男性のギーシュ・ピアッシングと最も類似している。膣の組織がしばし拒絶反応を引き起こすため、ピアス穴を開ける際には膣の組織もしくは膣内を貫かない方がよい。

#### 健康問題
治癒にかかる時間は他の性器ピアス同様に比較的早く、4から6週間で治癒する。ギーシュ・ピアッシングと同様、肛門に近い位置に入れられるため衛生状態の保持を確実にする必要がある。